# Biloiarske, Nedrîhailiv
Biloiarske (în ucraineană Білоярське) este un sat în comuna Vilșana din raionul Nedrîhailiv, regiunea Sumî, Ucraina.

## Demografie
Componența lingvistică a localității Biloiarske
     Ucraineană (99,49%)
     Alte limbi (0,51%)
Conform recensământului din 2001, majoritatea populației localității Biloiarske era vorbitoare de ucraineană (99,49%), existând în minoritate și vorbitori de alte limbi.